# Барбания
Барбания (итал. Barbania, пьем. Barbanià) — коммуна в Италии, располагается в области Пьемонт, в провинции Турин.
Население составляет 1480 человек (2008 г.), плотность населения составляет 123 чел./км². Занимает площадь 12 км². Почтовый индекс — 10070. Телефонный код — 011.
Покровителем коммуны почитается святой Иулиан Бриудский, празднование в последнее воскресение августа и в следующий за ним понедельник.

## Демография
Динамика населения:

## Администрация коммуны
- Официальный сайт: http://www.comunedibarbania.com/ Архивная копия от 5 февраля 2010 на Wayback Machine